# Jason Tiemann
Jason Tiemann (* 1973) ist ein US-amerikanischer Jazzmusiker (Schlagzeug, Komposition) des Modern Jazz.

## Leben und Wirken
Tiemann, der im Mittleren Westen der USA aufwuchs, stammt aus einer musikalischen Familie. Mit sieben Jahren lernte er zunächst Piano, bevor er Perkussionist in der Schulband wurde. Er studierte an der University of Kentucky in Lexington, an der mit dem Mega/Sax Ensemble 1998 erste Aufnahmen entstanden (Stinkin' Up the Place). Außerdem spielte er in dieser Zeit im Kentucky Jazz Repertory Orchestra (Ellington Celebration), im DiMartino/Osland Jazz Orchestra (Off the Charts, 2000) und in The Osland Saxophone Quartet um Miles Osland. Nach Abschluss des Studiums zog er nach Louisville (Kentucky), wo er zunächst als Vibraphonist arbeitete. Bald folgte die Zusammenarbeit mit David Liebman, Pat LaBarbera, Gene Perla und Kenny Werner. Ab 1998 arbeitete er mit dem Jazzpädagogen Jamey Aebersold, in dessen Workshops er unterrichtete. Dies führte zu seiner Tätigkeit als Schlagzeuglehrer ab 2001 an der University of Louisville, wo er zwölf Jahre unterrichtete. Er zog dann nach New York, um mit Musikern wie John Goldsby, Benny Golson, Harold Mabern, Eric Alexander, Mike LeDonne, Peter Bernstein, Ben Paterson und Slide Hampton zu arbeiten.
Mit Jeremy Long und Steven Snyder legte Tiemann 2012 das Trioalbum In Suspension vor; zuvor erschien mit Jacob Duncan und John Goldsby die Produktion The Innkeeper's Gun (2010). Stilistisch ist er von Philly Joe Jones, Tony Williams, Elvin Jones und Billy Higgins beeinflusst. Im Bereich des Jazz war er zwischen 1998 und 2018 an 24 Aufnahmesessions beteiligt. Gegenwärtig (2019) spielt er im Hendrik Meurkens Quintet.
Tiemann unterrichtet in den Jazzstudiengängen am Jackie McLean Institute of Jazz der University of Hartford; daneben lehrte er ab 1998 bei dem Jamey Aebersold Summer Jazz Workshops.